# Aneides
Aneides é um género de anfíbios caudados pertencente à família Plethodontidae.

## Espécies
Estão descritas 8 espécies:
- Aneides aeneus  (Cope and Packard, 1881)
- Aneides ferreus Cope, 1869
- Aneides flavipunctatus (Strauch, 1870)
- Aneides hardii (Taylor, 1941)
- Aneides iecanus (Cope, 1883)
- Aneides klamathensis Reilly & Wake, 2019
- Aneides lugubris (Hallowell, 1849)
- Aneides niger Myers and Maslin, 1948
- Aneides vagrans Wake and Jackman, 1999